# قيمة تنبؤية إيجابية
القيمة التنبؤية الإيجابية ، أو معدل الدقّة ، أو ما بعد اختبار احتمالية وجود المرض ، هي نسبة المرضى الذين يعانون من النتائج الإيجابية للاختبارات الذين يتم تشخيصهم بشكل صحيح.
هو أهم مقياس لطريقة التشخيص لأنه يُعبّر عن احتمال أن النتيجة ايجابية للاختبار وهذا يعكس السبب الأساسي الذي أُجريت من أجله. قيمته لا تتوقف على مدى انتشار المرض ، والتي قد تختلف. في الجوهر ، هذا الاختبار هو تطبيق خاص من 'نظرية بايز.

## تعريف
ويمكن تعريف القيمة التنبؤية الايجابية علي أنها
{\displaystyle PPV={\frac {\rm {number\ of\ True\ Positives}}{{\rm {number\ of\ True\ Positives}}+{\rm {number\ of\ False\ Positives}}}}}
أو ، بدلاً من ذلك
{\displaystyle PPV={\frac {({\rm {sensitivity}})({\rm {prevalence}})}{({\rm {sensitivity}})({\rm {prevalence}})+(1-{\rm {specificity}})(1-{\rm {prevalence}})}}}

## المشكلات التي واجهت القيمة التنبؤية الإيجابية
لاحظ أن القيمة التنبؤية الإيجابية ليست جوهرالاختبار ، وتتوقف أيضا على مدى الانتشار . القيمة التنبؤية الايجابية تتناسب طرديا مع مدى انتشار هذا المرض أو الحالة. في المثال أعلاه ، إذا كان مجموعة من الناس قد شملت اختبار نسبة أعلى من الناس مع سرطان الأمعاء ، فسيكون القيمة التنبؤية الإيجابية ربما تأتي من أعلى ، وتنخفض صافي القيمة الحالية. إذا كان كل من في الفريق يُعاني من سرطان الأمعاء ، فإن القيمة التنبؤية الإيجابية تكون 100 ٪ وصافي القيمة الحالية 0 ٪.
للتغلب على هذه المشكلة ، ينبغي أن نستخدم يكون صافي القيمة الحالية والقيمة التنبؤية الإيجابية فقط إذا كانت نسبة عدد المرضى في مجموعة المرضي وعدد المرضى في المجموعة السليمة ما يعادل نسبة انتشار الأمراض بين السكان ، أو ، عند مقارنة مجموعتين من المرضي إذا كانت النسبة من عدد المرضى في المجموعة (1) وعدد المرضي المجموعة (2) ما يعادل النسبة المدروسة لحالات انتشار هذين المرضين. خلاف ذلك ، نسب احتمال الإيجابية والسلبية [LR إيجابية == الحساسية\ (نوعيه-1) == (حساسية-1),
```
LR سلبية = (حساسية-1)\(نوعية)] يجب أن تذكر بدلا من صافي القيمة الحالية والقيمة التنبؤية الإيجابية ، لنسب احتمال (وينبغي عدم الخلط بين اختبار نسب الاحتمال) لا تعتمد على الانتشار.
```

وغالبا ما تُستخدم القيم التنبؤية في مجال البحوث الطبية لتقييم مدى الفائدة من وضع الاختبار التشخيصي. ومن ثم يتم استخدام القيمة التنبؤية الإيجابية تشير إلى احتمال أنه في حالة اختبار الإيجابية ، أن المريض لديه حقا المرض المحدد. ومع ذلك ، قد يكون هناك أكثر من سبب لمرض واحد وهذا السبب قد لا يكون دائما إلى المرض الأكثر ظهوراً علي المرضي.
ومن الأمثلة على ذلك مسحة الحلق الميكروبيولوجية المستخدمة في المرضى الذين يعانون من التهاب في الحلق. وعادة ما تفيد منشورات القيمة التنبؤية الإيجابية مسحة من الحلق وتقديم تقارير عن احتمال أن هذه البكتيريا موجودة في الحلق ، وبدلاً من أن يظل المريض مريضا من البكتيريا الموجودة. إذا كان وجود هذه البكتيريا دائم في الحلق ، فإن القيمة التنبؤيه الايجابيه تكون مفيدة جدا. ومع ذلك يمكن ان تتعايش البكتريا مع بعض الافراد بطريقة غير مؤذية وو لا تؤدي ابدا الي المرض أو العدوي ويتسبب في حدوث التهاب حلق هؤلاء الأفراد من العوامل الأخرى مثل الفيروس. في هذه الحالة المعيار الذهبي المستخدم في دراسة التقييم لا يمثل سوى وجود البكتيريا (التي قد تكون غير ضارة) لكنها ليست سبب مرض التهاب الحلق البكتيرية. وهذا أثبت أن هذه المشكلة قد تؤثر على القيمة التنبؤية الإيجابية أكثر بكثير من القيمة التنبؤية السلبية. لتقييم الاختبارات التشخيصية عندما يبحث المعيار الذهبي فقط في الأسباب المحتملة للمرض ، يمكن للمرءأن يستخدم تمديد للقيمة التنبؤية يسمى القيمة التنبؤية المرضية.